# Игра в фантики

Упаковка кондитерских изделий фабрики «17. Jūnijs», печенье, марципан, пастила, вафли, конфеты, Рига, Латвийская ССР, Союз ССР, 1940—1991 годы.

Игра́ в фа́нтики — детская игра, популярная в досоветские и советские годы. 
В игре использовались фантики от конфет, обёртки от жевательной резинки и вкладыши от иностранных жевательных резинок. Целью игры было увеличение коллекции фантиков. Также имелся вариант игры, где вместо вкладышей и фантиков использовались почтовые марки. На смену игре в фантики пришла игра в фишки, игра со специальными коллекционными картами и тому подобное.

## Правила
Для начала надо из конфетных оберток сложить сами «фант». Фантики складывались либо прямоугольные, либо треугольные. Обычно фантики складывались в прямоугольники. Фантиков должно быть как минимум один у каждого игрока. Броски фантиков происходят специальным способом. Фантик кладется на открытую вверх ладонь, и она резко ударяется пальцами о край стола снизу.
1. Сначала разыгрывается, кто будет бросать первый. «Камень, ножницы, бумага».
2. Первый игрок кидает на стол фантик в любое место.
3. Следующий игрок делает бросок стараясь накрыть фантик уже лежащий на столе[4], который бросил предыдущий игрок. Можно накрыть сразу несколько фантиков.
4. Если участник накрыл своим фантиком другой фантик, то он забирает этот фантик и делает снова бросок пока не промажет или на столе не останется ни одного фантика.
5. После броска фантик остается на столе, пока не сделают броски все участники
6. Далее первый участник, если у него остался на столе фантик, берёт его и выполняет бросок этим фантиком. Если у него фантик выиграли, то он может либо выйти из игры, либо ввести в игру новый свой фантик.

Таким образом игра продолжается пока не выйдут из игры все участники. В случае экстренного завершения игры все разбирают оставшиеся свои фантики со стола.
Кроме основного правила игры, когда брошенный фантик накрывает другой или другие, есть дополнительные:
1. Если брошенный фантик просто соприкоснулся с другим («штык») или расстояние между фантиками оказалось меньше толщины фантика («ручеек»), игрок берёт брошенный фантик и повторяет бросок. То же самое делается, если брошенный фантик встал «вертикально» — («зеркальце» при игре на подоконнике).
2. Если брошенный фантик попал в «кармашек» другого фантика, бросавший игрок берёт с поля тот фантик, которому попал в «кармашек», плюс ещё один любой другой фантик с поля. И повторяет ход (любым своим фантиком).
3. Если брошенный фантик попал ПОД какой-то фантик на поле («поднизка»), бросавший игрок забирает с поля ВСЕ фантики. И бросает на поле один свой фантик, передавая ход следующему игроку.

## Значение
Игра в фантики развивает координацию и глазомер. Играют в неё на столе, но к категории настольных она относится «постольку-поскольку», ибо, 
чтобы бросить свой фантик, надо и покрутиться вокруг стола, выбирая лучшую позицию, и стукнуть рукой об стол так, что в конце игры уже все руки болят
 — потому игру можно отнести и к категории активных игр. Вот и родился термин «настольно-активная».

## В культуре
Игре обязано своим появлением выражение «как у дурака фантиков», означающее «чрезвычайно много» с коннотацией «излишне много».
Владимир Высоцкий использовал игру в фантики (наряду с пристенком) как одну из примет времени в песне «Баллада о детстве».